# Evergreens
Evergreens este o compilație cu piese ale formației Phoenix, lansată de casa de discuri Electrecord în anul 1995, pe compact disc. Acesta reprezintă primul produs discografic Phoenix editat de Electrecord pe suport CD. Tot în 1995, a apărut pe piață caseta audio intitulată Evergreen care, deși are grafica identică cu cea a CD-ului, reprezintă de fapt o reeditare a compilației Remember Phoenix lansată în 1991, pe suport disc de vinil.

## Prezentare
Materialul pentru Evergreens a fost conceput fără consultarea vreunui membru al formației, rezultând un disc de care liderul Nicolae Covaci a rămas foarte dezamăgit. Practic, în afară de primele trei melodii, albumul constă în preluarea integrală a pieselor de pe Cei ce ne-au dat nume (1972) și a câtorva hituri de pe Mugur de fluier (1974). Piesa „Lasă, lasă nr. 1” figurează pe copertă cu numele de „Preludiu”, în timp ce „Lasă, lasă nr. 2” este editată împreună cu „Mica țiganiadă”.

## Piese
1. Vremuri Vremuri (1968)
2. Te întreb pe tine, soare... Meșterul Manole (1973)
3. Canarul Vremuri (1968)
4. Ciclul anotimpurilor - Preludiu: A oilor (instrumentală) Cei ce ne-au dat nume (1972)
5. Ciclul anotimpurilor - Jocul timpului (instrumentală) Cei ce ne-au dat nume (1972)
6. Ciclul anotimpurilor - Primăvara: Introducere (instrumentală) Cei ce ne-au dat nume (1972)
7. Ciclul anotimpurilor - Păpărugă Cei ce ne-au dat nume (1972)
8. Ciclul anotimpurilor - Vara Cei ce ne-au dat nume (1972)
9. Ciclul anotimpurilor - Toamna Cei ce ne-au dat nume (1972)
10. Ciclul anotimpurilor - Iarna: Introducere Cei ce ne-au dat nume (1972)
11. Ciclul anotimpurilor - Jocul caprelor (instrumentală) Cei ce ne-au dat nume (1972)
12. Nunta Cei ce ne-au dat nume (1972)
13. Balada „Negru-Vodă” Cei ce ne-au dat nume (1972)
14. Pseudo-Morgana (instrumentală) Cei ce ne-au dat nume (1972)
15. Preludiu Mugur de fluier (1974)
16. Strunga Mugur de fluier (1974)
17. Andrii Popa Mugur de fluier (1974)
18. Mica țiganiadă Mugur de fluier (1974)
19. Muzică și muzikia Mugur de fluier (1974)
20. Mugur de fluier Mugur de fluier (1974)

## Componența formației
- Nicolae Covaci – vocal, chitară solo (1–20)
- Mircea Baniciu – vocal, chitară
- Iosef Kappl – vocal, chitară bas
- Costin Petrescu – baterie
- Valeriu Sepi – percuție (2, 4–20)
- Günther Reininger – keyboards (1, 3, 15–20)
- Béla Kamocsa – chitară bas
- Dorel Vintilă Zaharia – baterie
- Florin Bordeianu – vocal (1, 3)

Observație: Pe coperta albumului, între componenții formației este menționat Dorel Vintilă Zaharia, însă în realitate este vorba despre Florin Dumitru, toboșarul formației Mondial, împrumutat pentru înregistrări în urma plecării lui Pilu Ștefanovici.